# Puig de la Serra
El Puig de la Serra és una muntanya de 42 metres que es troba al municipi de Corçà, a la comarca catalana del Baix Empordà.